# フュルスト
フュルスト（独: Fürst）は、ドイツ語圏（神聖ローマ帝国、ドイツ帝国、オーストリア）における地位または諸侯・貴族の爵位。前者の意味においては「諸侯」「君侯」などと訳され、後者の意味においては「侯」もしくは「侯爵」、または「公」もしくは「公爵」と訳される（#訳語における問題）。女性形はフュルスティン（独: Fürstin）で、訳は意味合いによって下記のとおり区別される。

## 諸侯全般としてのフュルスト
フュルストの語源はラテン語のプリンケプス（第一人者の意）であり、この意訳が古英語の「First」（すなわち「第一」と同語源）を通じてゲルマン諸語に取り入れられたと考えられる。イギリスはその後フランスの爵位体系の影響を大きく受けたが、ドイツ語圏の東フランク王国、のちの神聖ローマ帝国では正式な称号として残った。
神聖ローマ帝国の時代、フュルストは封建領主の中でも世襲により大きな権限をもって領土を支配する「諸侯」を意味しており、本来的には、王（ただし、ボヘミア王国など帝国内の一領邦としての王に限る）や大公、公、辺境伯、宮中伯、方伯や城伯といった世俗諸侯や、所領を有する大司教、司教、修道院などの聖界諸侯の総称であった。皇帝直属の諸侯は、特に帝国諸侯と呼ばれて、同じ帝国の貴族・領主でも、本来は封建領主ではなく地方知事、代官の称号であった「伯」や、皇帝ではなく他の諸侯と封建関係を結んでいる小領主、あるいは諸侯の陪臣として仕える貴族などとは区別された。帝国諸侯は時代を経るごとに権限を増し、もはや領主や代官ではなく、帝国（実態は皇帝を盟主とする連邦であった）の構成国家たる領邦の君主というべき存在となった。
このような意味でのフュルストは、諸侯や君侯と訳され、このような意味でのフュルストの領地を意味する「フュルステントゥーム」は諸侯領や領邦と訳される。
フュルストから由来した言葉、たとえば、大司教領、司教領や修道院領といった封建領土を支配する聖職者を表す聖界諸侯、次期皇帝を選挙する資格を持つ帝国諸侯を表す選帝侯といった言葉も、「諸侯」という意味から由来しているのであって、「侯」の字がついているが、後述するような階級としての意味は持たない。

## 爵位としてのフュルスト
爵位としてのフュルストは、「侯」もしくは「侯爵」、または「公」もしくは「公爵」と訳される。封土を伴う場合には、その封土としてのフュルステントゥームは侯国もしくは侯領、または公国もしくは公領と訳される。女性の場合、自身の権利において称する場合には「女侯」「女公」のように「女」を前置して訳し、夫の権利に基づきその配偶者として称する場合には「侯妃」「公妃」（封号として）、「侯夫人」「侯爵夫人」や「公夫人」「公爵夫人」（爵位として）のように「妃」や「夫人」を後置して訳すことが多い。

### 封土を伴う爵位として（中世以降の領邦君主）
皇帝に封土され封建関係を結ぶということは特権であり、そのために帝国諸侯という地位はある種の階級として意識されるようになり、公などと並んで封号（封建領主の爵位称号）の一つと見なされるようになった。もっとも、大公や公といった爵位はそれ自体で帝国諸侯である意味を成しているので、フュルストを封号として名乗るのは主にそれらよりも勢力の弱い中規模の領邦であった。実態的に封建領主化した伯などが帝国諸侯に昇格した際にフュルストを新たな封号として名乗った例が多いが、バイロイト侯のように、辺境伯の地位を保ったままフュルストの封号を（私称的に）名乗るようになった例もある。

### 封土を伴わない爵位として（近世以降の貴族）
絶対王政の時代を経て国家の中央集権化が進むと、領邦君主ではなく政府の官吏として仕える高位の貴族が増えた。このような貴族の場合、フュルストやグラーフといった称号は封建領土に関わりない名誉称号的なものであり（領地を持っていても、単に私有財産程度の権利）、単に貴族の序列を示す封土を伴わない爵位となった。爵位としてのフュルストは、ヘルツォーク（公爵）よりも下、グラーフ（伯爵）よりも上の序列として定着した。

### 訳語における問題
爵位としてのフュルストは、「侯」「侯爵」とも「公」「公爵」とも訳されるが、それぞれ一長一短がある。
「侯」「侯爵」という訳語は、その原義が「諸侯」にあることと整合的であり、「侯」「侯爵」「公」「公爵」の訳が定着しているヘルツォーク／グラーフの間に位置する序列とされていることとも整合する。しかしながら、ドイツ語圏以外の英仏などの国々においてフュルストに相当する地位ないし爵位（英仏の「prince」など。これも原義は「諸侯」「君侯」である。）は「公」「公爵」や「大公」と訳されることや、これらの国々でドイツ語圏の辺境伯に相当する爵位（英仏の「marquis」など）が「侯」「侯爵」と訳されることとも整合しない。とはいえ、ドイツ語圏だけを見れば一貫していることもあり、ドイツ史の記述では採用されることが多い。
「公」「公爵」という訳語は、ドイツ語圏以外の英仏などの国々においてフュルストに相当する地位ないし爵位（英仏の「prince」など）を「公」「公爵」と訳す場合にはこれと整合するし、「marquis」との混乱も招かない。しかしながら、「公」「公爵」との訳語が定着している Herzog と訳語において区別できないという問題がある（これはドイツ語圏以外の英米などの国々においてフュルストに相当する地位ないし爵位（英仏の「prince」など）を「公」「公爵」と訳す場合にも共通する問題である。）。この訳語が用いられるケースとしては、例えば日本政府は「Fürstentum Liechtenstein」を「リヒテンシュタイン公国」と呼び、その君主を「リヒテンシュタイン公」や「リヒテンシュタイン公爵」と呼んでいる。
なお、例えば英仏においては「prince」という称号は、爵位以外の役割を果たすことがある。例えばイギリスにおいては「prince」という称号は国王の親族男子の称号として、フランスにおいては国王の遠縁の親族男子の呼称「prince du sang」や公爵の長男の称号として用いられる（日本の皇室における親王や王に近い。）。このような称号としては、ドイツ語圏においては「Prinz（プリンツ）」が用いられており、フュルストは用いられない。これらの称号は、その地位に応じて、親王、王子、公子、侯子などの訳語が与えられる。